# Emanuel Hultmann
Emanuel Johannes Hultmann (27. februar 1889 i Hillerød – 23. januar 1971 i København) var en dansk atlet, løber og aeroplan-snedker. Han løb for Østerbro-klubben Københavns FF fra 1906 og vandt et dansk mesterskab; 15 km cross 1908. 1914 blev det til en tredje plads på 10 000 meter med tiden 35:04,0. Han vandt Kongepokalen 1908.